# There Is Nothing Left to Lose
Albums de Foo Fighters
The Colour and the Shape
(1997) One by One
(2002)
Singles
1. Learn to Fly
Sortie : 18 septembre 1999
2. Stacked Actors 
Sortie : 17 janvier 2000
3. Generator 
Sortie :  6 mars 2000/ 24 avril 2000
4. Breakout
Sortie : 18 septembre 2000
5. Next Year
Sortie : 4 décembre 2000

There Is Nothing Left to Lose est le troisième album studio du groupe Foo Fighters, sorti en 1999.

## Contexte et enregistrement
À la suite du départ de Pat Smear en 1997, Franz Stahl, ancien guitariste de Scream, devient le temps d'une tournée membre des Foo Fighters. C'est finalement sans ce dernier, mais bien à trois, qu'ils enregistrent There Is Nothing Left to Lose. Chris Shiflett complète le groupe pendant une tournée.

## Parution et accueil

### Succès commercial et distinctions
L'album a remporté en 2001 le Grammy Award du meilleur album rock.

### Classements et certifications
| Classement musical                 | Meilleure position |
| ---------------------------------- | ------------------ |
| Allemagne (Media Control AG)       | 23                 |
| Australie (ARIA)                   | 5                  |
| Autriche (Ö3 Austria Top 40)       | 34                 |
| Belgique (Flandre Ultratop)        | 46                 |
| Canada (Canadian Albums)           | 4                  |
| États-Unis (Billboard 200)         | 10                 |
| Finlande (Suomen virallinen lista) | 25                 |
| France (SNEP)                      | 62                 |
| Norvège (VG-lista)                 | 8                  |
| Nouvelle-Zélande (RIANZ)           | 12                 |
| Pays-Bas (Mega Album Top 100)      | 59                 |
| Royaume-Uni (UK Albums Chart)      | 10                 |
| Suède (Sverigetopplistan)          | 7                  |

| Pays                  | Ventes      | Certifications |
| --------------------- | ----------- | -------------- |
| Australie (ARIA)      | 140 000 +   | 2 × Platine    |
| Canada (Music Canada) | 100 000 +   | Platine        |
| États-Unis (RIAA)     | 1 000 000 + | Platine        |
| Japon (RIAJ)          | 100 000 +   | Or             |
| Royaume-Uni (BPI)     | 300 000 +   | Platine        |

## Liste des chansons
Toutes les chansons sont écrites et composées par Dave Grohl, Nate Mendel et Taylor Hawkins.
| No  | Titre             | Durée |
| --- | ----------------- | ----- |
| 1.  | Stacked Actors    | 4:17  |
| 2.  | Breakout          | 3:21  |
| 3.  | Learn to Fly      | 3:58  |
| 4.  | Gimme Stitches    | 3:42  |
| 5.  | Generator         | 3:48  |
| 6.  | Aurora            | 5:50  |
| 7.  | Live-In Skin      | 3:53  |
| 8.  | Next Year         | 4:37  |
| 9.  | Headwires         | 4:38  |
| 10. | Ain't It The Life | 4:17  |
| 11. | M.I.A.            | 4:03  |

## Musiciens
- Dave Grohl : chant, guitare, batterie
- Nate Mendel : basse
- Taylor Hawkins : batterie, percussions